# Institut Polonès d'Afers Internacionals
L'Institut Polonès d'Afers Internacionals' (polonès: Polski Instytut Spraw Międzynarodowych), o PISM, és una institució del tipus laboratori d'idees establert inicialment a la ciutat de Varsòvia l'any 1947 i amb l'objectiu de recerca en temes de relacions internacionals. Amb una plantilla de 35 persones, el PISM investiga en els camps dels afers de la Unió Europea i també en el seu entorn més pròxim com per exemple Ucraïna, polítiques de seguretat de la UE, control d'armament i energia. El PISM genera informes sobre anàlisi de proliferació d'armament de destrucció massiva (especialment armes nuclears).